# Мирадоло Терме
Мирадоло Терме (итал. Miradolo Terme) је насеље у Италији у округу Павија, региону Ломбардија.
Према процени из 2011. у насељу је живело 2702 становника. Насеље се налази на надморској висини од 68 м.

## Становништво
Према резултатима пописа становништва 2011. у општини је живело 3.792 становника.
| 1936. | 1951. | 1961. | 1971. | 1981. | 1991. | 2001. | 2011. |
| ----- | ----- | ----- | ----- | ----- | ----- | ----- | ----- |
| 3.435 | 3.453 | 3.053 | 3.010 | 3.017 | 2.854 | 3.177 | 3.792 |